# Cat Osterman
Cat Osterman, née le 16 avril 1983 à Houston, est une joueuse et entraîneuse de softball américaine. Championne olympique en softball aux Jeux olympiques d'Athènes puis vice-championne en 2008, la lanceuse gauchère est l'une des meilleures joueuses universitaires, professionnelles et internationales. Championne à quatre reprises de la National Pro Fastpitch, elle lance plus de 1000 retraits sur des prises dans la ligue.

## Biographie

### Jeunesse
Cat Osterman commence le softball à l'âge de 6 ans mais abandonne rapidement pour le football pendant près de quatre ans. Lassée d'être gardienne de but, elle retourne au softball alors qu'elle a 11 ans et aime lancer. Sa passion est néanmoins le basket-ball, sport qu'elle pratique de nombreuses années. À son entrée à l'université, elle a le choix entre devenir une joueuse de basket-ball dans une équipe moyenne ou jouer au plus haut niveau au softball, ce qu'elle choisit. Son idole, Michele Smith, devient son mentor et l'aide dans sa progression.

### Carrière de joueuse

#### Carrière universitaire
Lors de sa saison de débutante avec les Longhorns du Texas, elle retire sur prises 554 batteuses, alors la deuxième meilleure performance de l'histoire de la NCAA pour une lanceuse. Elle confirme lors de sa deuxième saison dans le Texas, lançant quatre matchs sans point ni coup sûr et un match parfait. Du 22 avril au 22 mai 2003, elle lance 65 manches consécutives sans céder un seul point sur douze rencontres. Elle est la deuxième lanceuse de l'histoire de la NCAA à retirer sur prises plus de 1000 batteuses en seulement deux saisons.
De retour sous le maillot des Longhorns pour la saison 2015 après son année internationale, elle bat tous les records de l'université du Texas sur une saison : ERA, nombre de retraits, ratio de retraits, matchs complets et limite ses adversaires à la plus faible moyenne à la batte de la NCAA. Elle lance six matchs sans point ni coup sûr et trois matchs parfait. Pour son entrée dans les finales du championnat universitaire, elle retire 17 batteuses du Crimson Tide de l'Alabama avant de s'incliner contre les Bruins d'UCLA. Membre de l'équipe All-America, elle est désignée comme la meilleure joueuse universitaire de l'année. Ses performances lui valent également le Honda Award.
En 2007, elle obtient son diplôme universitaire en psychologie.

#### Carrière professionnelle
Sélectionnée en première position de la draft de la National Pro Fastpitch (NPF)  en février 2006 par les Brakettes du Connecticut (en), elle refuse de signer avec la franchise et devient agent libre. En décembre 2006, le Thunder de Rockford (en) annonce l'avoir recruté pour la saison 2007.
Elle fait ses débuts le 29 mai 2007, éliminant sur prises 24 batteuses en douze manches dans une victoire 1 à 0. Dans sa première saison professionnelle, elle élimine 126 batteuses pour 30 coups sûrs. Elle réussit son premier match sans point ni coup sûr contre les Riptide de la Nouvelle-Angleterre en août. Lors de la saison 2009, Osterman est désignée joueuse All-Star et meilleure joueuse de la saison et remporte le Cowles Cup Championship. Elle remporte de nouveau ce championnat en 2013 et est de nouveau élue meilleure joueuse.
En 2014, elle est désignée lanceuse de l'année de la National Pro Fastpitch. Elle prend sa carrière en 2015 comme l'une des meilleurs lanceuses de l'histoire du softball. En juin 2017, son numéro 8 est retirée et célébré par une bannière à l'extérieur du stade.

#### Carrière internationale
Cat Osterman est la plus jeune joueuse de l'équipe américaine pour les Jeux olympiques de 2004 disputés à Athènes à seulement 21 ans. Elle prend une année hors de l'université pour se préparer à la compétition. Son ERA dans la compétition est de 0,00 et elle élimine 23 joueuse sur prises,.
Elle joue et remporte deux rencontres lors de la Coupe du monde de softball 2007 avec un ERA parfait de 0,00.
Son bilan avec l'équipe nationale américaine est de 59 victoires pour quatre défaites avec une moyenne de points mérités de 0,36. Elle a réussi 832 retraits sur des prises en 425,2 manches.
En octobre 2018, Osterman annonce sortir de sa retraite pour tenter de refaire sa place en sélection nationale pour le retour du softball aux Jeux olympiques d'été de 2020. Elle fait partie des 41 joueuses invitées pour les sélections américaines.
Elle remporte la médaille d'or aux Jeux panaméricains de 2019.

### Carrière d'entraîneuse
En plus de sa carrière sportive comme lanceuse, Cat Osterman est entraîneur assistante pour l'université DePaul, l'université Saint Édouard puis pour les Bobcats de Texas State qu'il rejoint en mai 2014.